# Dúbrava, Snina
Dúbrava este o comună slovacă, aflată în districtul Snina din regiunea Prešov, pe malul râului Q12776734⁠(d). Localitatea se află la altitudinea de 265 m deasupra n.m., se întinde pe o suprafață de 9,48 km2 și în 2017 număra 222 de locuitori. Se învecinează cu Ubľa, Snina, Raionul Velîkîi Bereznîi, Ruský Hrabovec, Hrabová Roztoka, Šmigovec, Snina și Michajlov, Snina.

## Istoric
Localitatea Dúbrava este atestată documentar din 1548.

## Demografie
| An:                | 1994 | 2004   | 2014    | 2024   |
| ------------------ | ---- | ------ | ------- | ------ |
| Număr de persoane: | 271  | 279    | 231     | 209    |
| Diferență:         |      | +2,95% | −17,20% | −9,52% |

| An:                | 2023 | 2024   |
| ------------------ | ---- | ------ |
| Număr de persoane: | 202  | 209    |
| Diferență:         |      | +3,46% |